# Grimoaldo I el Viejo
Grimoaldo I (616–656), llamado el Viejo (en francés, Grimaud; en inglés, Grimoald) fue el mayordomo de palacio de Austrasia desde 643 a 656. Era el hijo de Pipino de Landen e Itta de Metz, fallecida en 652.
Con la muerte de Pipino de Landen en 640, Grimoaldo se convirtió en el heredero de una de las casas más poderosas en Austrasia. En este momento, Radulfo, duque de Turingia, se rebeló contra Sigeberto III, rey de Austrasia. Grimoaldo participó en la expedición que siguió en contra de la insurrección, pero fue un fracaso. Sin embargo, logró salvar la vida del rey y se convirtió en su amigo íntimo. Entonces, eliminando al mayordomo de palacio, Otto, se hizo con el cargo que su padre había ocupado.
Grimoaldo convenció a Sigeberto III para adoptar su hijo, llamado Childeberto (el Adoptado), después de su bautismo, ante la ausencia de hijos del rey. Pero Sigeberto finalmente tuvo un heredero, Dagoberto II. Grimoaldo, mirando por su propia dinastía secuestró al niño, con tan sólo cinco años de edad. Algunas fuentes aseguran que fue escondido en un monasterio irlandés; otras mantienen la teoría de que el joven príncipe pasó un tiempo en Poitiers. Desaparecido el legítimo heredero, Grimoaldo no tuvo ningún problema para, tras la muerte de Sigeberto III (probablemente en 651), poner a su hijo en el trono.
Grimoaldo fue depuesto y ejecutado por el rey de Neustria, que así conseguía la unificación de Austrasia y Neustria en un solo territorio: el reino de los francos. El Liber Historiae Francorum dice que Clodoveo II le habría capturado y ejecutado en 657.
Más tarde, Dagoberto II, que se había casado con la princesa visigoda Giselle de Razes, obtuvo el apoyo de una parte considerable de clero y nobleza, con lo que reclamaría su derecho al trono de Austrasia, donde fue coronado en 676. Reavivado pues el conflicto entre Neustria y Austrasia, Dagoberto II fue asesinado en un incidente de caza, 23 de diciembre de 679, probablemente por orden del mayordomo de palacio de Neustria, Ebroín.